# Musée du jouet ancien (La Ferté-Macé)
 (mai 2025).
Pour les articles homonymes, voir Musée du jouet ancien.
Le Musée du jouet ancien appelé aussi Musée du jouet est un musée français situé à La Ferté-Macé, dans l'Orne, région Normandie.

## Histoire
C'est un petit musée municipal, qui est situé dans les anciens bains-douches de la commune. 
Le Musée du jouet abrite une importante collection de jouets anciens allant du milieu du XIXe siècle au milieu du XXe siècle. Il est situé dans les anciens Bains-Douches municipaux (inaugurés en 1932, ils ferment leurs portes en 1981). C’est au début des années 1990 que la municipalité entreprend d’y faire des travaux pour y accueillir le Musée du jouet. Cette merveilleuse entreprise n’aurait pas pu voir le jour sans M. Guy BONVALOT, érudit local, professeur d’Allemand, et surtout grand collectionneur de jouets anciens. Il fut le premier donateur du musée et il est donc à l’origine de son édification.
Ainsi, le Musée du jouet s’ouvre pour la première fois au public en 1992, et son activité n’a pas cessé depuis. Aujourd’hui encore, vous pouvez admirer la richesse de la collection BONVALOT, ainsi que celle d’autres donateurs, exposée thématiquement dans le musée.

## Collections
Le musée est une invitation à plonger dans l’univers des jouets et jeux anciens, qui ont su autrefois ravir les enfants de tous âges. La richesse de la collection, nombreuse et hétéroclite, propose au public de découvrir ou redécouvrir ces objets, regroupés selon plusieurs thématiques, parmi lesquelles les jeux d’apprentissage, les jeux de salon, les jeux de course ou encore les jouets optiques.
Ce faisant, un large éventail de jouets est ainsi exposé. Les visiteurs pourront donc apprécier par exemple des voitures miniatures, des trains, des jeux de construction, des machines à écrire, des avions, ainsi que des peluches, en passant par le classique jeu de l’oie, ou encore les incontournables baigneurs et autres poupées. Dans l’espace dédié aux jouets optiques, sont dévoilés des zootropes, des jeux d’ombres chinoises ainsi que des lanternes magiques. Retrouvez également d’autres jeux de plateau comme le « Jeu du permis de conduire », le « Jeu de l'enfant sage », ou le "Jeu du permis de conduire". Profitez des instruments de musique, pianos, accordéons, flûtes, ainsi que des phonographes et gramophones.
Découvrez des merveilles telles que le jeu mécanique « Trottoir 1900 », le Polyorama Panoptique, ou encore le fameux « Jeu de la Comète » datant de 1910-1911. Enfin, retrouvez les noms des plus grandes marques de jouets comme N.K Atlas, JEP, Saussine, ou bien Poupée Jumeau.
La collection comprend aussi une maquette du paquebot France (paquebot) au 1/200e. 

## Activités dans le musée
- Livret-jeux pour les enfants à partir de 7 ans
- Petit jeu d’observation "Retrouve les animaux-jouets du musée" pour les plus jeunes
- Espaces de jeux en libre accès dans le musée

## Programme culturel
Chasse aux œufs en avril / Nuit des musées en mai / L'énigme de l'été en juillet & août / Journées Européennes du patrimoine en septembre / Halloween & Noël une année sur deux.
Retrouver les informations  : tarifs, horaires, programmes sur le site de la ville de La Ferté-Macé & sur le Réseau des musées de Normandie : https://www.musees-normandie.fr/musees-normandie/musee-du-jouet/